# Subdivisions des Îles Salomon
Les Îles Salomon sont divisées en neuf provinces et un territoire.

## Subdivisions géographiques

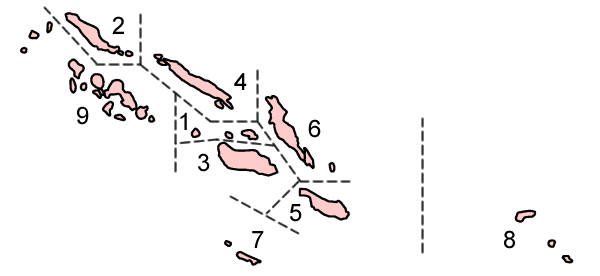
Cartes des provinces des Salomon.

1. Province centrale
2. Province de Choiseul
3. Province de Guadalcanal
La capitale nationale, Honiara, située sur l'île de Guadalcanal, est gouvernée séparément en tant que Territoire Capitale.
4. Province de Isabel
5. Province de Makira-Ulawa
6. Province de Malaita
7. Province de Rennell et Bellona
8. Province de Temotu
9. Province occidentale

## Démographie
Les données relatives à la population datent du recensement de 1999 ; la province de Guadalcanal n'inclut pas le territoire de la capitale Honiara (si inclus, le total de la population est de 109 382, ce qui en fait la seconde province) qui est généralement exclu du classement des provinces.
| Rang | Province                                | hab.    |
| ---- | --------------------------------------- | ------- |
| 1    | Malaita                                 | 122 620 |
| —    | Guadalcanal, Territoire Capitale inclus | 109 382 |
| 2    | Province occidentale                    | 62 739  |
| 3    | Guadalcanal seule                       | 60 275  |
| —    | Territoire Capitale seul                | 49 107  |
| 4    | Makira-Ulawa                            | 31 006  |
| 5    | Centrale                                | 21 577  |
| 6    | Isabel                                  | 20 421  |
| 7    | Choiseul                                | 20 008  |
| 8    | Temotu                                  | 18 912  |
| 9    | Rennell et Bellona                      | 2 377   |

| Rang | Province                                | km²   |
| ---- | --------------------------------------- | ----- |
| 1    | Province occidentale                    | 5 475 |
| —    | Guadalcanal, Territoire Capitale inclus | 5 358 |
| 2    | Guadalcanal seule                       | 5 336 |
| 3    | Malaita                                 | 4 225 |
| 4    | Isabel                                  | 4 136 |
| 5    | Choiseul                                | 3 837 |
| 6    | Makira-Ulawa                            | 3 188 |
| 7    | Temotu                                  | 895   |
| 8    | Rennell et Bellona                      | 671   |
| 9    | Centrale                                | 615   |
| —    | Territoire Capitale seul                | 22    |

### Par densité de population
| Rang | Province                                | hab./km² | hab.    | km²   |
| ---- | --------------------------------------- | -------- | ------- | ----- |
| —    | Territoire Capitale seul                | 2232,1   | 49 107  | 22    |
| 1    | Centrale                                | 35,1     | 21 577  | 615   |
| 2    | Malaita                                 | 29,0     | 122 620 | 4 225 |
| 3    | Temotu                                  | 21,1     | 18 912  | 895   |
| —    | Guadalcanal, Territoire Capitale inclus | 20,4     | 109 382 | 5 358 |
| 4    | Province occidentale                    | 11,5     | 62 739  | 5 475 |
| 5    | Guadalcanal seule                       | 11,3     | 60 275  | 5 336 |
| 6    | Makira-Ulawa                            | 9,7      | 31 006  | 3 188 |
| 7    | Choiseul                                | 5,2      | 20 008  | 3 837 |
| 8    | Isabel                                  | 4,9      | 20 421  | 4 136 |
| 9    | Rennell et Bellona                      | 3,5      | 2 377   | 671   |